# 飼戸
飼戸（しこ）とは、令制で，左右馬寮に属し，馬の飼育，調教，穀草の貢納などに従事した民戸。馬戸ともいう。
大化の改新以前に存在した馬飼造の後身であり、馬甘（うまかい）562戸、馬飼造戸466戸よりなる。後者より馬部を出し、馬甘とともに寮に文番して出仕した。上番中は調，雑徭が免除され、下番中は調として芻（まぐさ）を貢納したという。 『延喜式』によると、右京職3戸、山城国11戸、大和国8戸、河内国159戸、摂津国16戸、美濃国6戸、尾張国9戸と定められたという。